# Argyrolepidia aequalis
Argyrolepidia aequalis är en fjärilsart som beskrevs av Walker 1864. Argyrolepidia aequalis ingår i släktet Argyrolepidia och familjen nattflyn. Inga underarter finns listade i Catalogue of Life.